# 장여준
장여준(2005년 9월 27일 ~ )는 대한민국의 가수이다.

## 출연 작품

### 텔레비전 프로그램
- 《쇼 챔피언》 (2024년 5월 11일~현재) - 고정 MC